# Amedeo Bagnis
Amedeo Bagnis (ur. 11 listopada 1999 w Vercelli) – włoski skeletonista, olimpijczyk z Pekinu 2022, brązowy medalista mistrzostw świata juniorów i wicemistrz Europy juniorów.

## Udział w zawodach międzynarodowych

### Kariera seniorska
| Impreza            | Rok  | Gospodarz    | Konkurencja      | Miejsce |                      |      |       |               |     |
| ------------------ | ---- | ------------ | ---------------- | ------- | -------------------- | ---- | ----- | ------------- | --- |
| Impreza            | Rok  | Gospodarz    | Konkurencja      | Miejsce | Igrzyska olimpijskie | 2022 | Pekin | indywidualnie | 11. |
| Mistrzostwa świata | 2020 | Altenberg    | indywidualnie    | 31.     |                      |      |       |               |     |
| Mistrzostwa świata | 2020 | Altenberg    | drużyny mieszane | 14.     |                      |      |       |               |     |
| Mistrzostwa świata | 2021 | Altenberg    | indywidualnie    | 8.      |                      |      |       |               |     |
| Mistrzostwa świata | 2021 | Altenberg    | drużyny mieszane | 8.      |                      |      |       |               |     |
| Mistrzostwa Europy | 2022 | Sankt Moritz | indywidualnie    | 13.     |                      |      |       |               |     |

### Kariera juniorska
| Impreza                     | Rok          | Gospodarz | Miejsce |                             |      |           |     |
| --------------------------- | ------------ | --------- | ------- | --------------------------- | ---- | --------- | --- |
| Impreza                     | Rok          | Gospodarz | Miejsce | Mistrzostwa świata juniorów | 2019 | Königssee | 18. |
| 2020                        | Winterberg   | 7.        |         | Mistrzostwa świata juniorów |      |           |     |
| 2021                        | Sankt Moritz | 4.        |         | Mistrzostwa świata juniorów |      |           |     |
| 2022                        | Innsbruck    | 01 !      |         | Mistrzostwa świata juniorów |      |           |     |
| Mistrzostwa Europy juniorów | 2021         | Innsbruck | 01 !    |                             |      |           |     |